# Чо Юн Джон (теннисистка)
Чо Юн Джон (также Чо Юнджон, кор. 조윤정, англ. Cho Yoon-jeong; р. 2 апреля 1979, Андон, Республика Корея) — южнокорейская профессиональная теннисистка. Победительница одного турнира WTA и 15 турниров ITF, бронзовый призёр Азиатских игр 2002 года в одиночном разряде.

## Спортивная карьера
В 1996 году Чо Юн Джон заявила о себе как одна из ярких начинающих теннисисток, дойдя до финала Открытого чемпионата Австралии среди девушек и юношеского чемпионата Азии в парном разряде. В этом же году она начала выступать в профессиональных турнирах. В первом же своём взрослом турнире под эгидой ITF, в Бандунге (Индонезия), Чо дошла до финала, обыграв по пути трёх посеянных соперниц. В марте 1997 года, также в Бандунге, она завоевала свой первый титул в турнирах ITF, в мае в Сеуле с Ким Ын Ха выиграла свой первый турнир ITF в парном разряде, а в июле дебютировала в составе сборной Южной Кореи в плей-офф Кубка Федерации против сборной России. В паре с Чхве Ён Джа Чо принесла своей команде единственное очко в матче с намного более сильным соперником.
С 1998 по 2000 год Чо завоевала несколько титулов в турнирах ITF, в основном в парном разряде, но не добивалась особых успехов в турнирах WTA. Только в октябре 2001 года в Шанхае она вышла в свой первый четвертьфинал турнира WTA, победив по пути двух соперниц из первой сотни рейтинга. В 2002 году она уже дошла до третьего круга Открытого чемпионата США, выиграв первые в карьере матчи в основной сетке турниров Большого шлема у двух соперниц из первой сотни рейтинга перед тем, как уступить Монике Селеш, посеянной под пятым номером. После этого она вышла в финал турнира WTA в Паттайе (Таиланд), победив по пути двух посеянных соперниц. Эти успехи, вместе с двумя победами в турнирах ITF, позволили ей завершить сезон в числе ста лучших теннисисток мира в одиночном разряде. В ноябре она добавила к списку своих достижений ещё одно, завоевав бронзовые медали на Азиатских играх в Пусане в командном зачёте, а затем в одиночном разряде (проиграла в полуфинале будущей чемпионке Ироде Тулягановой и поделила третье место с Синобу Асагоэ).
В начале 2003 года в Окленде (Новая Зеландия) Чо вышла во второй в карьере финал турнира WTA, снова победив по ходу двух посеянных соперниц, в том числе 16-ю ракетку мира Анну Смашнову, а в финале против второй ракетки турнира Элени Данилиду отыграла два матч-бола, но всё же уступила в трёх сетах. После выхода в полуфинал турнира в Мемфисе Чо в середине весны вошла в Top-50 женского рейтинга в одиночном разряде, а в июле, после выхода во второй круг Уимблдонского турнира, поднялась до 45-го места, высшего в карьере. Тогда же, в июле, она дошла до первого в карьере финала турнира WTA в парном разряде, добившись этого успеха в турнире II категории в Станфорде с Франческой Скьявоне. По пути итальянско-корейская пара обыграла посеянных третьими Марион Бартоли и Алину Жидкову, но в финале не смогла противостоять одной из лучших пар мира Блэк-Реймонд. В сентябре Чо вошла в число ста лучших теннисисток мира в парном разряде, но не смогла продолжить выступления до конца сезона из-за операции по коррекции челюсти.
Возвращение после операции оказалось для Чо тяжёлым: даже в турнирах ITF она за первую половини 2004 года только однажды смогла пробиться дальше второго круга. В апреле она провела последние в карьере матчи в Кубке Федерации, принеся сборной два очка в парных встречах с командами Узбекистана и Тайваня, но проиграв решающие игры в матчах с Индией и Индонезией. Тем не менее она получила допуск на участие в Олимпиаду в Афинах, где в первом круге переиграла эстонку Кайю Канепи, но затем уступила Скьявоне, посеянной на олимпийском турнире под 11-м номером. Ближе к концу сезона Чо удалось показать несколько хороших результатов, сначала в паре с Чон Ми Ра завоевав на родине, в Сеуле, единственный за карьеру титул в турнирах WTA, а потом дважды дойдя до финалов турниров ITF в одиночном разряде и выиграв один из этих турниров в парах.
В 2005 году Чо добилась серии успехов в одиночном разряде: она дошла до четвертьфинала в Мемфисе, выиграла турнир ITF в Орандже (Техас), где победила двух посеянных соперниц, и вернулась в число ста лучших теннисисток мира. Летом она вышла во второй круг на Уимблдоне, в четвертьфинал на турнире I категории в Цинциннати, а затем в третий круг на Открытом чемпионате США, победив посеянную под 27-м номером Жиселу Дулко и повторив свой лучший результат в турнирах Большого шлема. В начале 2006 года в Канберре она вышла в третий в карьере финал турнира WTA, победив двух посеянных соперниц и уступив в трёх сетах посеянной первой Анабель Медине-Гарригес, однако в марте была вынуждена лечь на операцию в связи с проблемами со спиной. Она вернулась на корт лишь в середине следующего года, но за весь сезон участвовала только в четырёх турнирах и провела всего шесть матчей. Последнюю попытку вернусться Чо предприняла весной 2008 года, выступая в паре с Ким Джин Хи. Корейская пара дважды подряд дошла до финала в турнирах ITF на своей родной земле, но к лету Чо прекратила выступления в профессиональных турнирах и в конце октября официально заявила об окончании игровой карьеры.

## Участие в финалах турниров WTA за карьеру (5)
| Легенда           |
| ----------------- |
| Большой шлем (0)  |
| Чемпионат WTA (0) |
| I категория (0)   |
| II категория (1)  |
| III категория (0) |
| IV категория (3)  |
| V категория (1)   |

### Одиночный разряд (0+3)
Поражения (3)
| Дата        | Турнир                 | Покрытие | Соперница в финале      | Счёт в финале  |
| ----------- | ---------------------- | -------- | ----------------------- | -------------- |
| 10 ноя 2002 | Паттайя, Таиланд       | Хард     | Анджелик Виджайя        | 2-6, 4-6       |
| 5 янв 2003  | Окленд, Новая Зеландия | Хард     | Элени Данилиду          | 4-6, 6-4, 6-72 |
| 13 янв 2006 | Канберра, Австралия    | Хард     | Анабель Медина-Гарригес | 4-6, 6-0, 4-6  |

### Парный разряд (1+1)
| Результат | Дата        | Турнир                 | Покрытие | Партнёр            | Соперницы в финале     | Счёт в финале |
| --------- | ----------- | ---------------------- | -------- | ------------------ | ---------------------- | ------------- |
| Поражение | 27 июл 2003 | Станфорд, США          | Хард     | Франческа Скьявоне | Кара Блэк Лиза Реймонд | 6-75, 1-6     |
| Победа    | 3 окт 2004  | Сеул, Республика Корея | Хард     | Чон Ми Ра          | Се Шувэй Чжуан Цзяжун  | 6-3, 1-6, 7-5 |